# Coupe d'Allemagne féminine de football 2007-2008
Navigation
Édition précédente Édition suivante
Le DFB-Pokal Frauen 2007-2008 est la 28e édition de la Coupe d'Allemagne féminine.
Il s'agit d'une compétition à élimination directe ouverte aux clubs évoluant cette saison ou ayant évolué la saison passée en Frauen-Bundesliga ou 2. Frauen-Bundesliga ainsi qu'aux vainqueurs de coupes régionales de la saison précédente. Elle est organisée par la Fédération allemande de football (DFB).
La finale a lieu le 19 avril 2008 au Stade olympique à Berlin et est remporté par le FFC Francfort sur le score de cinq buts à un face au FC Sarrebruck.

## Calendrier de la compétition
| Tour                                                                        | Nom                 | Dates retenues     | Équipes participantes | Équipes restantes |
| --------------------------------------------------------------------------- | ------------------- | ------------------ | --------------------- | ----------------- |
| 1                                                                           | Premier tour        | 1er septembre 2007 | 42                    | 32                |
| (entrée en lice des onze meilleures équipes de Frauen-Bundesliga 2006-2007) |                     |                    |                       |                   |
| 2                                                                           | Seizièmes de finale | 20 octobre 2007    | 32                    | 16                |
| 3                                                                           | Huitièmes de finale | 24 novembre 2007   | 16                    | 8                 |
| 4                                                                           | Quarts de finale    | 16 décembre 2007   | 8                     | 4                 |
| 5                                                                           | Demi-finales        | 23 mars 2008       | 4                     | 2                 |
| 6                                                                           | Finale              | 19 avril 2008      | 2                     | 1                 |

## Premier tour
| Date        | Club (division)                              | Score      | Club (division)                                 |
| ----------- | -------------------------------------------- | ---------- | ----------------------------------------------- |
| 1-2/09/2007 | Karlsruher SC (Regionalliga)                 | 0-1        | SC Regensburg (2. Frauen-Bundesliga)            |
| 1-2/09/2007 | SpVgg Rehweiler-Matzenbach (Coupe régionale) | 0-4        | SV Dirmingen (2. Frauen-Bundesliga)             |
| 1-2/09/2007 | FC Energie Cottbus (Coupe régionale)         | 0-9        | SV Holstein Kiel (de) (2. Frauen-Bundesliga)    |
| 1-2/09/2007 | TSV Jahn Calden (Regionalliga)               | 1-3        | FC Lokomotive Leipzig (2. Frauen-Bundesliga)    |
| 1-2/09/2007 | FC Erzgebirge Aue (2. Frauen-Bundesliga)     | 0-2        | SC Sand (2. Frauen-Bundesliga)                  |
| 1-2/09/2007 | Mellendorfer TV (Coupe régionale)            | 3-2        | FFC Oldesloe (de) (2. Frauen-Bundesliga)        |
| 1-2/09/2007 | FSV 02 Schwerin (Coupe régionale)            | 2-9        | HSV Borussia Friedenstal (2. Frauen-Bundesliga) |
| 1-2/09/2007 | SuS Timmel (Regionalliga)                    | 0-3        | FSV Gütersloh (2. Frauen-Bundesliga)            |
| 1-2/09/2007 | SG Lütgendortmund (Coupe régionale)          | 1-3 (a.p.) | SV Victoria Gersten (2. Frauen-Bundesliga)      |
| 1-2/09/2007 | FSC Mönchengladbach (Coupe régionale)        | 0-2        | Tennis Borussia Berlin (2. Frauen-Bundesliga)   |
| 1-2/09/2007 | Geestemünder SC (Coupe régionale)            | 0-11       | FC Union Berlin (2. Frauen-Bundesliga)          |
| 1-2/09/2007 | Magdeburger FFC (en) (Coupe régionale)       | 1-6        | SG Wattenscheid (1. Frauen-Bundesliga)          |
| 1-2/09/2007 | ASV Bergedorf 86 (Coupe régionale)           | 3-8        | FFV Neubrandenburg (2. Frauen-Bundesliga)       |
| 1-2/09/2007 | Hegauer FV (Coupe régionale)                 | 0-4        | ASV Hagsfeld (2. Frauen-Bundesliga)             |
| 1-2/09/2007 | SV Eutingen (Coupe régionale)                | 2-6        | FC Sarrebruck (1. Frauen-Bundesliga)            |
| 1-2/09/2007 | SV Johannstadt 91 (Coupe régionale)          | 1-8        | FF USV Iéna (2. Frauen-Bundesliga)              |
| 1-2/09/2007 | FFV Erfurt (Coupe régionale)                 | 2-6        | TuS Niederkirchen (2. Frauen-Bundesliga)        |
| 1-2/09/2007 | TuS Ahrbach (Coupe régionale)                | 1-2        | FFC Wacker Munich (de) (2. Frauen-Bundesliga)   |
| 1-2/09/2007 | SC Fortuna Cologne (Coupe régionale)         | 1-3        | TuS Cologne (2. Frauen-Bundesliga)              |
| 1-2/09/2007 | TSV Uengershausen (Coupe régionale)          | 0-10       | VfL Sindelfingen (2. Frauen-Bundesliga)         |
| 1-2/09/2007 | VfR 07 Limbourg (Coupe régionale)            | 1-0        | FFC Brauweiler Pulheim (2. Frauen-Bundesliga)   |

## Seizièmes de finale
| Date          | Club (division)                               | Score | Club (division)                                 |
| ------------- | --------------------------------------------- | ----- | ----------------------------------------------- |
| 20-21/10/2007 | Mellendorfer TV (Coupe régionale)             | 1-12  | HSV Borussia Friedenstal (2. Frauen-Bundesliga) |
| 20-21/10/2007 | SG Essen-Schönebeck (1. Frauen-Bundesliga)    | 1-5   | FCR Duisbourg (1. Frauen-Bundesliga)            |
| 20-21/10/2007 | Tennis Borussia Berlin (2. Frauen-Bundesliga) | 2-1   | FC Union Berlin (2. Frauen-Bundesliga)          |
| 20-21/10/2007 | FFC Heike Rheine (2. Frauen-Bundesliga)       | 0-5   | SV Holstein Kiel (de) (2. Frauen-Bundesliga)    |
| 20-21/10/2007 | VfL Wolfsbourg (1. Frauen-Bundesliga)         | 1-2   | Hambourg SV (1. Frauen-Bundesliga)              |
| 20-21/10/2007 | SG Wattenscheid (0)                           | 1-6   | FFC Turbine Potsdam (1. Frauen-Bundesliga)      |
| 20-21/10/2007 | FSV Gütersloh (2. Frauen-Bundesliga)          | 3-0   | SV Victoria Gersten (2. Frauen-Bundesliga)      |
| 20-21/10/2007 | FFV Neubrandenburg (2. Frauen-Bundesliga)     | 1-2   | FC Lokomotive Leipzig (2. Frauen-Bundesliga)    |
| 20-21/10/2007 | VfR 07 Limbourg (Coupe régionale)             | 1-0   | ASV Hagsfeld (2. Frauen-Bundesliga)             |
| 20-21/10/2007 | SC Regensburg (2. Frauen-Bundesliga)          | 0-4   | SC Fribourg (1. Frauen-Bundesliga)              |
| 20-21/10/2007 | Bayern Munich (1. Frauen-Bundesliga)          | 6-0   | SV Dirmingen (2. Frauen-Bundesliga)             |
| 20-21/10/2007 | FFC Wacker Munich (de) (2. Frauen-Bundesliga) | 0-3   | SC Bad Neuenahr (1. Frauen-Bundesliga)          |
| 20-21/10/2007 | VfL Sindelfingen (2. Frauen-Bundesliga)       | 1-9   | FFC Francfort (1. Frauen-Bundesliga)            |
| 20-21/10/2007 | TuS Niederkirchen (2. Frauen-Bundesliga)      | 0-2   | TuS Cologne (2. Frauen-Bundesliga)              |
| 20-21/10/2007 | SC Sand (2. Frauen-Bundesliga)                | 0-2   | FC Sarrebruck (1. Frauen-Bundesliga)            |
| 20-21/10/2007 | FF USV Iéna (2. Frauen-Bundesliga)            | 0-1   | TSV Crailsheim (1. Frauen-Bundesliga)           |

## Huitièmes de finale
| Date          | Club (division)                              | Score      | Club (division)                                 |
| ------------- | -------------------------------------------- | ---------- | ----------------------------------------------- |
| 24-25/11/2007 | FSV Gütersloh (2. Frauen-Bundesliga)         | 6-0        | FC Lokomotive Leipzig (2. Frauen-Bundesliga)    |
| 24-25/11/2007 | FCR Duisbourg (1. Frauen-Bundesliga)         | 5-0        | HSV Borussia Friedenstal (2. Frauen-Bundesliga) |
| 24-25/11/2007 | SV Holstein Kiel (de) (2. Frauen-Bundesliga) | 1-4        | FC Sarrebruck (1. Frauen-Bundesliga)            |
| 24-25/11/2007 | TSV Crailsheim (1. Frauen-Bundesliga)        | 3-2        | Hambourg SV (1. Frauen-Bundesliga)              |
| 24-25/11/2007 | FFC Francfort (1. Frauen-Bundesliga)         | 1-0        | Tennis Borussia Berlin (2. Frauen-Bundesliga)   |
| 24-25/11/2007 | VfR 07 Limbourg (Coupe régionale)            | 0-2        | TuS Cologne (2. Frauen-Bundesliga)              |
| 24-25/11/2007 | Bayern Munich (1. Frauen-Bundesliga)         | 2-1        | SC Fribourg (1. Frauen-Bundesliga)              |
| 24-25/11/2007 | SC Bad Neuenahr (1. Frauen-Bundesliga)       | 4-6 (a.p.) | FFC Turbine Potsdam (1. Frauen-Bundesliga)      |

## Quarts de finale
| Date       | Club (division)                            | Score           | Club (division)                      |
| ---------- | ------------------------------------------ | --------------- | ------------------------------------ |
| 16/12/2007 | Bayern Munich (1. Frauen-Bundesliga)       | 2-2 (Tab : 3-0) | FCR Duisbourg (1. Frauen-Bundesliga) |
| 16/12/2007 | FFC Turbine Potsdam (1. Frauen-Bundesliga) | 0-1             | FFC Francfort (1. Frauen-Bundesliga) |
| 16/12/2007 | TSV Crailsheim (1. Frauen-Bundesliga)      | 0-2             | FC Sarrebruck (1. Frauen-Bundesliga) |
| 16/12/2007 | FSV Gütersloh (2. Frauen-Bundesliga)       | 1-1 (Tab : 1-3) | TuS Cologne (2. Frauen-Bundesliga)   |

## Demi-finales
| Date          | Club (division)                      | Score | Club (division)                      |
| ------------- | ------------------------------------ | ----- | ------------------------------------ |
| 23-24/03/2008 | TuS Cologne (2. Frauen-Bundesliga)   | 0-2   | FC Sarrebruck (1. Frauen-Bundesliga) |
| 23-24/03/2008 | Bayern Munich (1. Frauen-Bundesliga) | 0-4   | FFC Francfort (1. Frauen-Bundesliga) |

## Finale
| 19 avril 2009 | FC Sarrebruck    | 1-5   | FFC Francfort                                                                                           | Stade olympique, Berlin                            |                                                    |
|               | 4e Natalie Budge | (1-1) | 22e Petra Wimbersky · 50e Conny Pohlers · 54e Kerstin Garefrekes · 59e Conny Pohlers · 75e Birgit Prinz | Spectateurs : 20 000 Arbitrage : Daniela Schneider | Spectateurs : 20 000 Arbitrage : Daniela Schneider |